# Суад Сахити
Суад Сахити (на албански: Suad Sahiti) е косовски футболист, който играе на поста дясно крило. Състезател на Шкупи.

## Кариера

### Работнички
На 1 август 2014г. Суад подписва с Работнички, състезаващ се в Първа македонска футболна лига. На 5 октомври 2014г. прави своя дебют при победата с 1–2 като гост на Металург Скопие, влизайки като смяна в 77-та минута на мястото на Мариан Алтипармаковски.

### Скендербеу
На 28 август 2017г. Сахити се присъединява към Скендербеу, подвизаващ се в Албанската суперлига, за да замени напусналия Лиридон Латифи като втори избор. На 6 септември 2017г. прави своя дебют със Скендербеу в мач от Купата на Албания срещу Адриатику Мамурас, започвайки като титуляр.

### Лариса
На 3 юли 2018г. косоварът подписва с Лариса, част от Гръцката суперлига. Подписва с отбора за 3 години. На 25 август 2018г. прави своя дебют при победата с 0–1 като гост на Аполон Смирна. В същия мач започва и като титуляр.

### Септември (София)
В края на февруари 2019г. е обявен за ново попълнение на състезаващия се тогава в Първа лига отбор на Септември (София) и прави своя дебют в мач от първенството срещу Витоша (Бистрица). На 12 април вкарва невероятен гол от около 30 метра във вратата на Локомотив (Пловдив).

## Успехи
Скендербеу
- Албанска суперлига (1): 2017/18
- Купа на Албания (1): 2018

 Работнички
- Купа на Македония (1): 2015